# 史明
史明（1918年11月9日—2019年9月20日），本名施朝暉，臺灣政治人物、作家、歷史學者。史明曾是中國共產黨黨員，因遭中華民國政府通緝而長期流亡日本，是臺灣獨立運動的臺獨左派重要領導人之一。提倡「臺灣民族主義」與「獨立建國路線」，並主張二階段革命理論。
史明出身日治時代臺北士林的施家望族，早年求學便產生反抗意識。後來留學日本早稻田大學的政治經濟學部，開始認同馬克思主義。大學畢業不久，在中國抗日戰爭的時局下，他在1943年前往中國大陸並擔任中國共產黨的地下情報員，參與第二次國共內戰。但在1949年，其因不滿中國共產黨的作為，返回臺灣。後來他開始從事臺灣獨立運動，並組織「台灣獨立革命武裝隊」，準備暗殺當時領導人蔣中正，因為行動失敗，遭中華民國政府以叛亂罪名通緝，在1952年流亡日本，自此長期以政治犯身分居於海外。
流亡日本後，史明在東京池袋開設「新珍味」中華料理店，販賣各種中式麵食，並以此做為推動臺灣獨立的革命基地。1962年，其撰寫的臺灣通史著作《臺灣人四百年史》出版。在試圖整合臺灣獨立相關團體失敗後，他在1967年創辦「獨立台灣會」，並以該團體在臺灣內部推動獨立革命行動。1981年，他開始前往各國宣揚臺灣民族主義。臺灣戒嚴時期結束後，其著作仍被列為禁書，導致了1991年發生的「獨立台灣會案」。1993年，他從日本潛返回到臺灣，在解除政治犯身分後，繼續在體制外推動臺灣獨立運動。2016年，獲聘成為中華民國總統府資政。2019年9月，因年事已高而引發多重器官衰竭，病逝於臺北醫學大學附設醫院。

## 早年生活

### 家庭背景

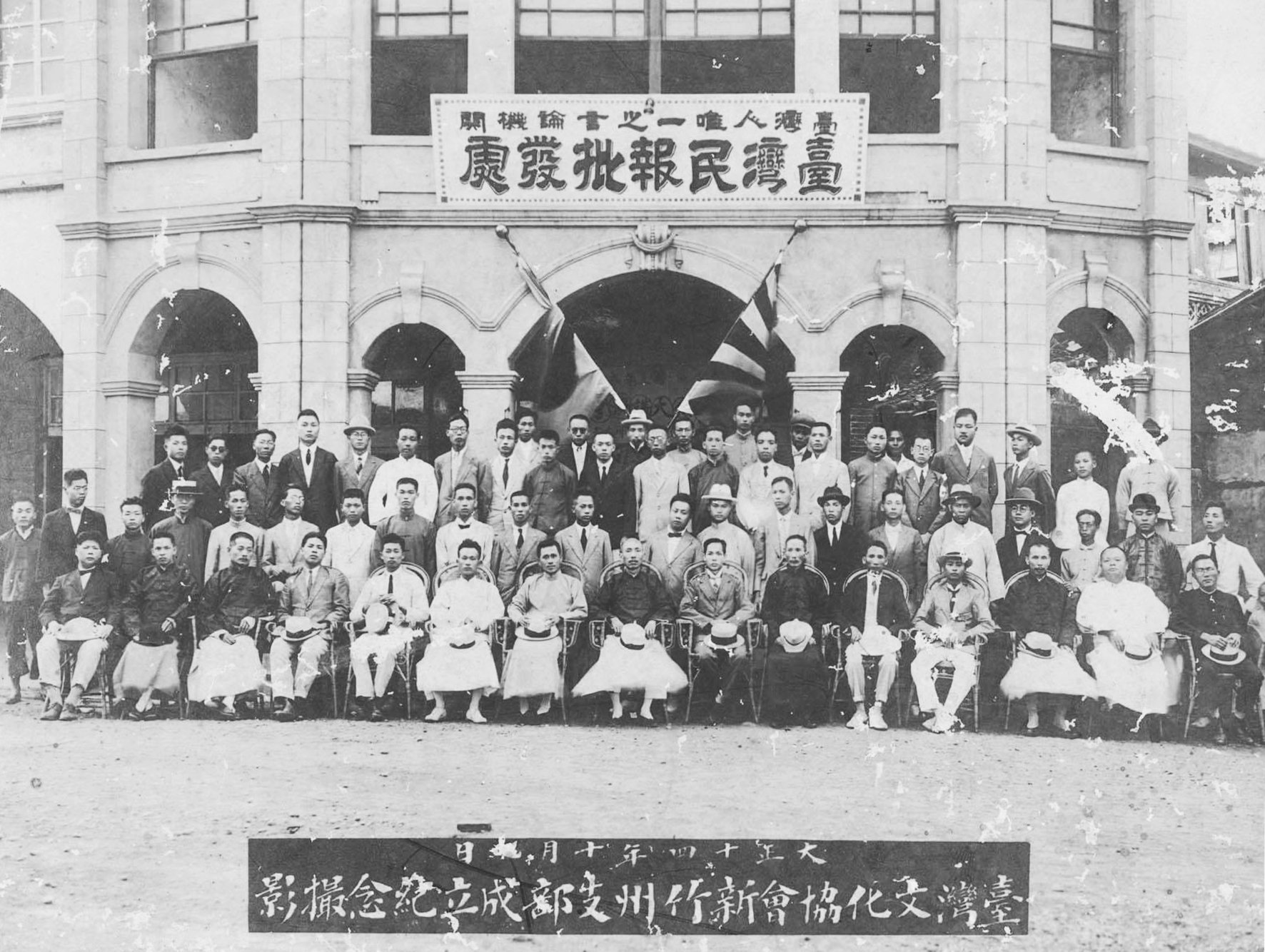
史明的父親林濟川長期參與臺灣文化協會活動，並與林獻堂、蔣渭水有所往來。

1918年（大正7年）11月9日，史明在日治臺灣臺北廳士林（今臺北市士林區）施家大戶出生，原先出生名字為「林朝暉」。在5個兄弟中，只有史明被過繼母系，後來依從母親姓氏改名為「施朝暉」。其母系家族是擁有鄰近160甲土地的大地主，外祖母施邱桂是臺北廳士林施家望族的總管。母親施阿秀是出身士林施家大戶的獨女，從小接受儒家教育。而父親林濟川是臺中州豐原郡人，早年留學日本明治大學而成為農學家，是殖民地時期少數的高級知識分子。
當時的大日本帝國對臺灣實行殖民統治。林濟川和林獻堂都是臺中人，兩人私交甚篤，在日治時期都曾是臺灣文化協會的成員。當時兩人一樣屬於右派陣營，曾在《臺灣青年》發表論文，林濟川還擔任過《臺灣青年》的編輯。因為父親的交往關係，史明經常跟著進出蔣渭水在太平町開設的的大安醫院，並與林茂生之子林宗義是幼年玩伴。在1922年，義父施振興前往日本留學，後來啟發史明喜歡上西洋古典音樂。
在小時候，史明由外祖母貼身照顧，過程中聽到許多口述歷史，但也被母親嚴格管教。1926年，史明原本要與其他臺灣孩子一起就讀臺北州的士林公學校，但是因為母親的特別請託，後來他轉進以招收日本學童為主的臺北市建成小學校，並於1932年畢業。而在1933年，他進入舊制五年制的臺北州立臺北第一中學校就讀，當時積極參與校園中的「硬派」學生隊伍，並表現出濃厚的反抗日本情緒。

### 日本留學

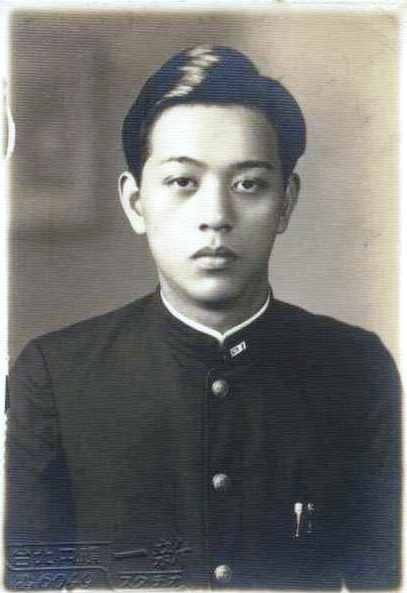
史明就讀早稻田大學時期照片，1937年

1936年3月，儘管母親希望其就讀醫學院、從而成為醫生，但不願接受此安排的史明，在念完臺北州立臺北第一中學校四年級後，選擇肄業並離家出走，孤身前往日本求學。到了1937年，為了讓臺灣能夠脫離惡劣的殖民地環境，他前往日本早稻田大學，進入政治經濟學部的政治科就讀，主要攻讀政治學和政治經濟學。有別於當時臺灣學生喜愛的商科與醫學，史明選擇攻讀的政治經濟學科是極少人選擇的冷門學科。
當時正值第一次世界大戰戰後，早稻田大學流行著社會主義、共產主義與納粹主義的思想，在此受到社會主義啟蒙的史明，也深深受到馬克思列寧主義的影響，並轉而認同社會主義。對於蘇聯在1917年的社會主義革命獲得成功，這也讓他受到極大的鼓舞，「廣泛閱讀」所有社會主義與無政府主義作家的作品，特別是被卡爾·馬克思的理論所吸引。與此同時，史明還接受高田早苗、大山郁夫的課程教育，以及受到大隈重信等人影響。
與此同時，各個殖民地也開始出現獨立運動，由第三國際提出的「反殖民主義」、「民族解放」的主張成為風潮，並且衝擊到日本。為了決心從事反日、反帝國主義的運動，史明也特別攻讀殖民主義政策。但在1941年，太平洋戰爭爆發。隨著太平洋戰爭的局勢日漸激烈，儘管原本應該在1943年6月從早稻田大學政治經濟學部政治科畢業，因為日本政府命令全國各大學提前半年結束應屆畢業生的課業，史明被迫提前在1942年9月結束學業，甚至省略原先的畢業典禮和畢業紀念冊。

## 早期活動

### 中國大陸活動
1942年，自早稻田大學畢業後，嚮往馬克思主義的史明透過大學時期的同學引薦，基於抗日意識及社會主義理念，決定前往中國大陸投入抗日戰爭，並選擇加入中國共產黨陣營的行動。1943年，在前往中國大陸參與抗日運動前夕，他返回臺灣探望外祖母，當面承諾在戰爭結束後，將盡早陪伴家人。其後，他前往上海，再轉往延安、太行山受訓，後來因其懂日語，奉命派往上海市、北平市等地，從事中國共產黨的地下情報員工作，化名「林鐸」。儘管他極力反對鴉片買賣，但為了籌措游擊隊經費，受命運輸鴉片。1945年11月，日本在第二次世界大戰戰敗，他返回北平市，並被派到張家口特別市的華北聯合大學接受訓練。
1946年夏天，第二次國共內戰爆發，中國共產黨部隊向擁有美式裝備的中國國民黨部隊展開游擊戰。史明也投入中國共產黨的無產階級革命行動。其後他退往根據地河北省，並被派到狼牙山帶領游擊隊。他還曾護送蒙疆銀行撤退，並進行3個月的游擊戰。同年，中國共產黨實施土地改革運動，他親眼見到鬥爭屠殺，這是其第一次對中國感到失望，並認為中國共產黨本質上相當虛偽。在1947年初春，他在河北省透過媒體，得知臺灣發生二二八事件，彭孟緝並在高雄市發動流血鎮壓。同年，他在晉冀魯豫邊區的軍事政治大學，開始參加「臺灣隊」的設立。當時中國人民解放軍俘虜收編300多位臺灣士兵，並由史明出任代理隊長和政治教員負責訓練。
由於先前許多臺灣士兵被派往前線，史明親眼見到中國人的「漢人種族主義」；同時因不忍見到中國共產黨利用閩南民系、客家民系的矛盾分化臺灣人，開始對中國共產黨不滿，從此認為「台灣人不能和中國人一起」。1949年5月，中國共產黨在國共內戰勝利前夕，由於對中國共產黨的失望，此時萌生返回臺灣念頭的他，評估脫隊潛逃至臺灣的情勢。趁著毛澤東巡視中國人民解放軍完畢轉赴北方，隨行人員得以優先通行的契機，他假造路條（通行證），謊稱自己將被派往臺灣從事地下工作，請沿途同志予以保護放行。最終其從中國共產黨「解放區」逃亡，成功突破封鎖，到達當時仍在中國國民黨控制下的青島，得以返回臺灣。同年底，中國國民黨及其領導的中華民國政府也因國共內戰失敗，轉進退守臺灣。

### 臺灣抵抗

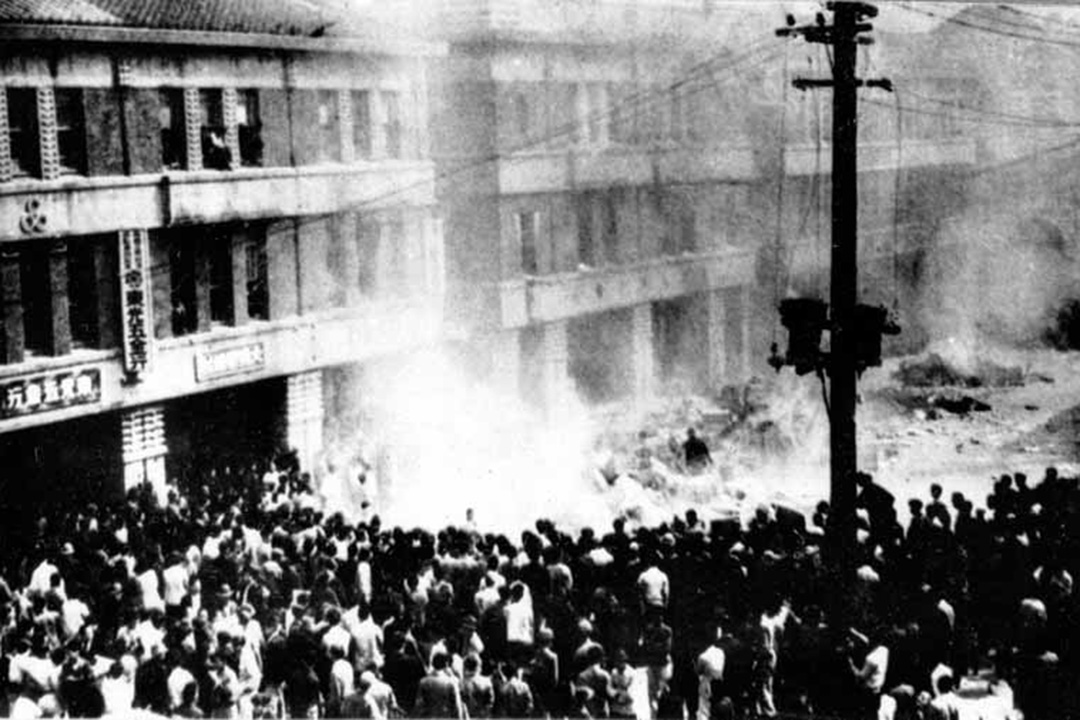
由於對二二八事件的不滿，史明等人組織「台灣獨立革命武裝隊」，計畫暗殺蔣中正。

1949年，史明返回臺灣後，經由陳寶川介紹，認識曾為蔣經國同學的高理文。雖然未曾親身經歷二二八事件，但他在中國大陸時期已有聽聞，由於二二八事件的影響、以及蔣中正以軍事統治臺灣，深感不滿的史明認為中國國民黨與中國共產黨一樣。由於在中國大陸有著豐富的游擊實戰經驗，他認為台灣人必須展開武力行動對抗蔣中正，決心成立一支臺灣人的武裝部隊，這吸引同樣不滿二二八事件的青年。從1950年2月起，他與周潔、黃元秘等人集合當時在二二八事件倖存的30多名有志青年，在臺北市郊外的山上秘密組織「台灣獨立革命武裝隊」。這批武裝部隊在臺北市士林外雙溪和草山、苗栗縣大湖和南等地，蒐集日本軍留下來的20多把步槍武器，並預藏在陽明山後的施家柑園，準備發動武裝革命，準備伺機開槍暗殺蔣中正。
1951年底，因為槍枝被中國國民黨政府發覺，刺殺蔣中正的反抗行動失敗，主導計劃的史明遭到監視追捕、並被通緝。最初史明從山上回到士林老家，見到自家門口突然有陌生女子賣花生，基於多年地下情報工作經驗的敏感度，讓其立即產生警覺；接著又看到住家對面有外省青年搬入，更讓他覺得情勢有異，快速攜帶著些許資金和組織名冊準備逃亡。1952年3月，他決定逃亡到日本，先逃至基隆港，向工頭買通上船工作的紅帽，混入港口碼頭，擔任搬運輸往日本之香蕉的工人。同年5月6日，遭通緝的他得到逃亡機會，託人將紅帽攜出後，自己藉由藏匿在隸屬輪船招商局（今陽明海運）、載運香蕉至日本的5,000噸貨輪「天山輪」的貨艙裡，從基隆秘密偷渡到日本神戶。
1952年5月19日，史明搭乘的「天山輪」駛抵神戶港。儘管順利逃離臺灣，但史明從神戶登陸上岸不久，就遭巡邏的日本警察逮捕，並被日本政府以「非法入境」罪名拘留數月。由於被日本政府拘留，就意味著有可能會被遣返回臺灣，招致中國國民黨的殺身之禍，這導致他預藏剃刀準備自殺。不過從1952年起，臺灣警備總司令部以「叛亂第一司令」的罪名，向海內外全面通緝史明，要求日本引渡其返回臺灣，這也是他第一次被中華民國政府通緝；這反而讓日本政府認定其是政治犯，並基於人道理由提供政治庇護，於同年11月被日本政府釋放，而能夠在日本長期居留，展開長達41年的通緝流亡生活。不過政治犯的罪名，也讓他無法返回家鄉，甚至連最疼愛他的外祖母、阿姑與雙親逝世時，都無法返回臺灣親自處理喪事。

## 日本活動

### 理論研究
1952年起，為了在僑居日本期間的生計，史明與在中國大陸相識的日籍同居人平賀協子，在東京池袋的池袋車站前廣場推車擺攤，販賣麵食、餃子。從1955年起，史明的經濟計劃執行的相當成功，為自己在東京的料理事業打下基礎。1960年，為了實踐其社會改造理念，在還清擺攤的創業貸款後，買下現在位於池袋車站西口的店面樓房，興建、經營五層樓高的「新珍味」中華料理店，為當年池袋站前最醒目的大樓。當時他販賣餃子、燒賣、陽春麵等，賺進約5億日圓的資產。但他仍然持續關心革命事務，除了開始隨時抽空鑽研臺灣歷史，沒有放棄社會主義思想的他還前往圖書館深入研讀，重新確認社會主義與馬克思主義理論。
當時的史明勤於前往日本國立國會圖書館、日比谷圖書文化館，查訪蒐集有關臺灣歷史的資料，並加以記錄運用。他在白天販賣餃子與大滷麵，夜晚在頂樓以日文撰寫厚重的臺灣歷史史書《臺灣人四百年史》。1962年7月10月，經過十年的獨自寫作，著作《臺灣人四百年史》日文版率先完成，並在東京出版。他自此改名「史明」。《臺灣人四百年史》是其第一本書寫完成的著作，也是其第一本臺灣歷史專著。透過《臺灣人四百年史》，他以文字表達當時的思想理念系統。最初他還四處宣講「臺灣民族主義」與「獨立建國路線」，首先從知識分子、留學生開始產生影響力，但仍較少人理會。在日本時期，他與另一位台灣獨立運動領袖王育德關係良好，認為後者具有才華。當王育德在1960年發行《臺灣青年》時，史明曾毫不猶豫提供資金，但後者在《臺灣青年》短期逗留後便離開。1963年，當金美齡為了籌組早稻田大學「台灣稻門會」而拜會史明時，同樣獲得一筆數目可觀的資金。史明還曾經加入「台灣青年獨立聯盟」，直至1965年辜寬敏出任中央委員會主席才離開，也曾協助黃昭堂、許世楷等人。
1955年，在東京的史明與臺灣島內刺殺蔣中正計劃的舊同志取得聯繫，開始建立對抗中國國民黨的「地下行動管道」。基於理念，他持續主張在臺灣島內發動武裝革命行動，計劃推翻在臺灣執政的政府。雖然最初沒有具體成效，其在東京開店販賣餃子賺取的資金，幾乎全用來培訓和資助前往日本的臺灣民主運動人士，而將料理店視為革命基地。他還特別贊助、支持臺灣地下革命的同志，在東京料理店樓上秘密訓練，以執行破壞當權者交通工具的任務。1959年，在臺灣的地下同志相繼燒毀臺北府城北門附近的臺灣鐵路管理局工廠、及炸燬軍用火車。1967年，史明從報紙上得知臺灣有火車翻覆時，高興地認為這代表其培訓的地下行動獲得初步成果，亦反映台灣人民對於蔣中正集權統治的覺醒。

### 組織工作

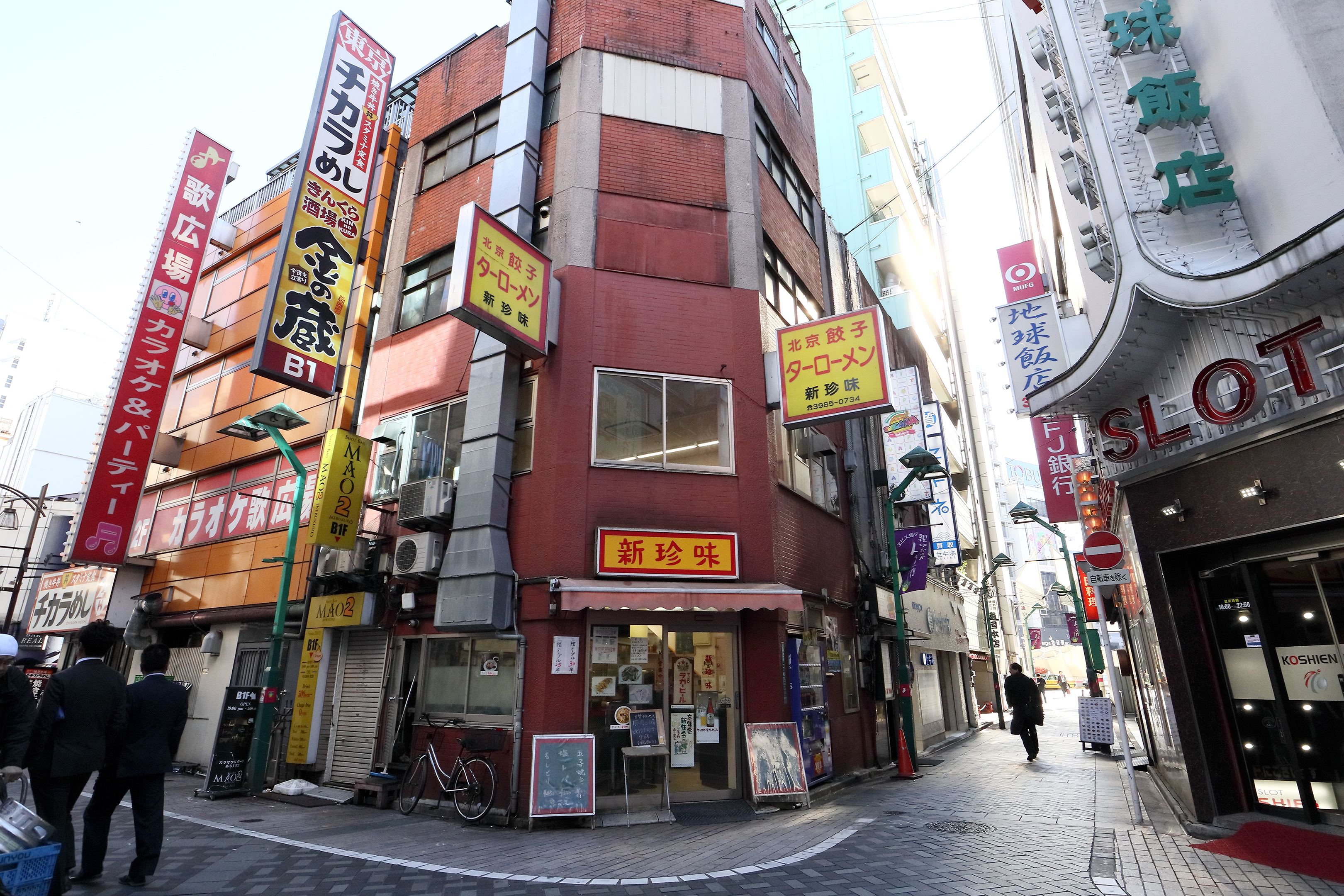
史明將「新珍味」視為培訓和資助台灣獨立運動的基地。

1967年4月，在史明、何文燦為首的代表主導下，於東京成立「臺灣獨立聯合會」，嘗試串聯、結合在日本的各個臺灣獨立運動派系，參加的團體包括台灣民主獨立黨（郭泰成）、台灣自由獨立黨（廖明耀）、台灣共和黨（林台元）、台灣獨立戰線（李伯仁、何文燦）、台灣公會（史明、黃介一）等。然而，因為辜寬敏的「台灣青年獨立聯盟」、及張春興和林水的「台灣獨立總同盟」不願加入，「台灣獨立連合會」無法獲得在日本的全體團體參加，史明遂以「不能達成在日台獨運動大團結初志」為由決意解散。
同年6月30日，史明接續在日本東京自行創立臺灣獨立建國的團體「獨立臺灣會」（簡稱「獨臺會」），成員約70人左右；他將該海外組織定義為「一個社會主義的黨」，同時提出「主戰場在島內」、「臺灣民族主義」、「臺灣社會主義」等行動準則與主張，積極從事對臺灣島內的地下工作和群眾運動。他持續單線訓練「獨立臺灣會」的成員。同年，他創辦《獨立台灣》月刊，將會刊定位為「臺灣人民解放革命陣線機關誌」，並長期出版發行。不過當時留日學生顏尹謨，因為涉及「林水泉事件」而遭到逮捕，並被指控曾接受史明的資金，返回臺灣從事地下組織。
1968年，史明利用地下管道，潛回至臺灣島內，佈置地下組織。1971年，原本在台灣經營一家麵包店的基督徒鄭評，經人介紹前往日本結識史明，並加入獨立臺灣會。他與史明商談刺殺行政院院長蔣經國的計劃，並參與游擊戰與政治的訓練。這時候的蔣經國已因「四二四刺殺蔣經國案」而加強安全警衛，史明安排三位互不認識的人馬：一組負責調查、一組負責槍枝、一組負責執行刺殺蔣經國，並由他從日本派人轉送槍枝，而要鄭評在一年半內不要有動作。但在1974年，沉不住氣的鄭評自己先行購買槍枝，行動曝光而被逮捕，最後台灣獨立革命軍的主要成員遭到槍決。
史明長期不願公開「獨立臺灣會」成員資料，只有因刺殺蔣經國未成而被槍斃的鄭評是例外，並被其形容是個「感性的反國民黨者」。1972年，他開始接觸工農勞苦大眾。透過臺灣島內的地下管道，他取得臺灣經濟方面的秘密資料，並利用販賣餃子的空檔時間繼續寫作。1975年，為了整理臺灣島內的地下組織，他再次潛回臺灣。一直到1975年之後，獨立臺灣會才不再從事武裝革命行動，而轉向群眾運動，從事群眾的思想啟蒙與組織培訓。不過在1978年，獨立臺灣會的受訓者返回臺灣後，仍從事張貼標語「臺灣民族獨立，勞苦大眾出頭天」任務，並破壞公共設施，如台鐵列車爆炸案。

### 海外訪問

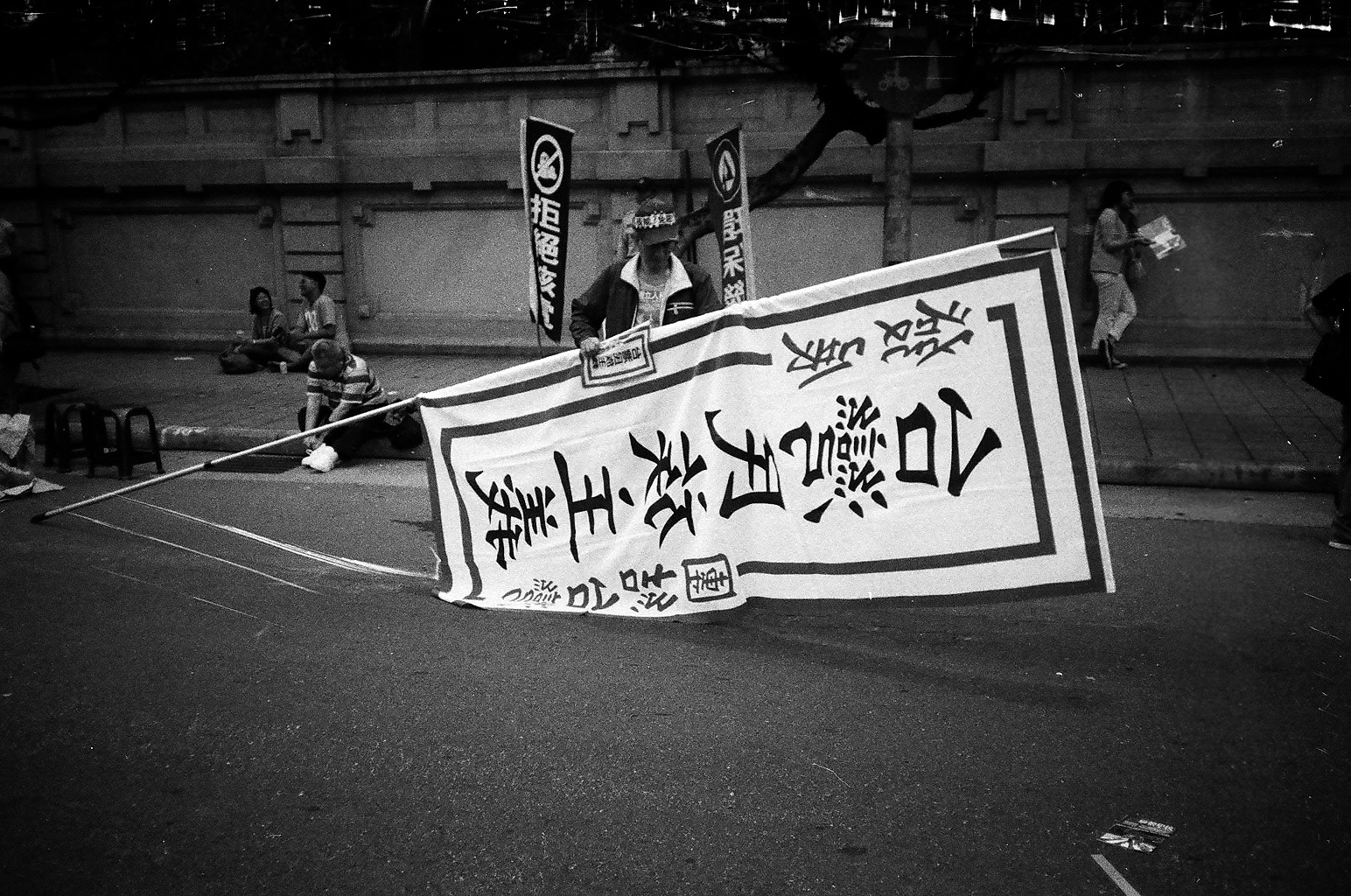
1981年起，史明在各國宣揚「臺灣民族主義」的理念，但也遭到挑戰。

「獨立臺灣會」後來也和歐洲留學生張維嘉、盧修一等人有所接觸。1971年，歐美同志張維嘉由法國巴黎前來日本，與史明談及建立「獨立臺灣會歐洲支部」。同年，「獨立臺灣會」在會刊《獨立臺灣》發表《致釣魚臺行動委員會的一封公開信》，聲明釣魚臺列嶼屬於臺灣的神聖領土，及其海域為臺灣人漁民既得的生活圈。在這時期，由於史明在日本被歸類為沒有國籍的「亡命者」，因此一旦出境就無法入境。一直到1978年，日本有關政治庇護的居留政策獲得鬆綁，該法令更改成一定時數內自由出入日本國境，仍可獲准居留。
1980年9月，史明根據《臺灣人四百年史》日文版的內容與骨架，重新以漢文撰寫翻譯、並進行相當份量的資料補充增訂，完成的《臺灣人四百年史》漢文版由蓬島文化公司出版。在1981年夏天，為了推廣《臺灣人四百年史》，及宣傳「臺灣獨立」和「臺灣民族主義」的理念，他首度以亡命者身分，在沒有護照的情況下被允許短暫離開日本。其陸續前往美國、加拿大、歐洲（西德、法國、奧地利等國）及南美洲巴西等地巡迴訪問，廣泛向各國臺灣僑胞和各地留學生進行文化宣講。但因為當時陳文成從美國返回臺灣卻遇害的白色恐怖事件才發生不久，因此只能私密邀請他進行演講座談。
而從1981年起，史明的公開活動大多就以演講、授課的思想傳播，作為主要的活動方式。他經常背著臺灣民族主義的掛圖，前往歐美各地臺灣同鄉會巡迴宣講，並為演講準備手繪海報和手繪漫畫。直至1992年前後，他便往訪美國共15次。同年，他協助《美麗島週報》渡過財務危機。1982年，「獨立臺灣會」在美國出版《臺灣大眾》，積極倡導「臺灣民族主義」為「臺灣獨立運動」的理念。1983年，其捐款郭倍宏等人在美國成立的「台灣學生社」，出版學生運動刊物《台灣學生》。但在同年，當時的大學系主任盧修一因為與史明的得力助手前田光枝接觸，被以涉嫌叛亂為由遭到逮捕，並交付感化3年，這次事件也導致史明第二度被中國國民黨政府通緝。1986年，《臺灣人四百年史》英文版於美國華盛頓哥倫比亞特區出版。

## 臺灣活動

### 返回臺灣
1987年7月15日，在中華民國解除《臺灣省戒嚴令》後，由於《懲治叛亂條例》尚未廢除，史明仍然被視為叛亂份子，《臺灣人四百年史》等著作仍然屬於禁書。1991年，獨立臺灣會會員廖偉程等4人，因為研讀史明的著作，被以「分裂國家、顛覆政府」的涉嫌叛亂理由遭到逮捕，此即「獨立台灣會案」，臺灣各地的大專院校師生舉行靜坐遊行抗議。到了1993年10月26日，有鑑於島內的政治形勢轉變，史明以「臺灣最後一位黑名單」的身分，潛返回到臺灣，結束流亡海外41年的生活。
當時雖然已經是《臺灣省戒嚴令》解除後的第六年，由於史明被中華民國政府通緝的罪名尚未結案，因此他在中山高速公路新營收費站前，被臺灣警備總司令部跟蹤逮捕。隨後潛返被捕的他以10萬元交保，並在隔日召開記者會宣示立場。儘管在1994年10月遭到起訴，最後仍以保釋結案，過往的暴力行為則不追究。他也驚訝地發現自己在臺北市士林區公所的戶籍謄本，已經被宣告在1964年3月31日死亡。後來他以出生本名「施朝暉」進行法院訴訟，在1995年6月回復合理的戶籍身分。同時，他還為家族建造「施林墓園」。
基於個人理念和獨立臺灣會的宗旨，史明後來仍持續推動臺灣民族革命，以及實踐臺灣島內的獨立建國運動。不過順應臺灣社會的變遷，他改採取「啟蒙、覺悟、自決、行動」的軟性革命策略，將臺灣民眾的思想啟蒙列為最重要的目標，並啟動街頭獨立運動。透過遊行、宣講、研習與出版等活動，他積極地向臺灣民眾宣揚臺灣民族主義、及臺灣獨立建國運動的理念主張。1991年12月30日，史明出版《台灣不是中國的一部份》。1992年6月20日，史明出版《台灣形成與台灣民族》。1993年10月20日，他則在東京出版《台灣民族革命與社會主義》。這時期，史明還拒絕與中華民國「殖民體制」妥協，並未競逐任何官職。

### 轉移基地

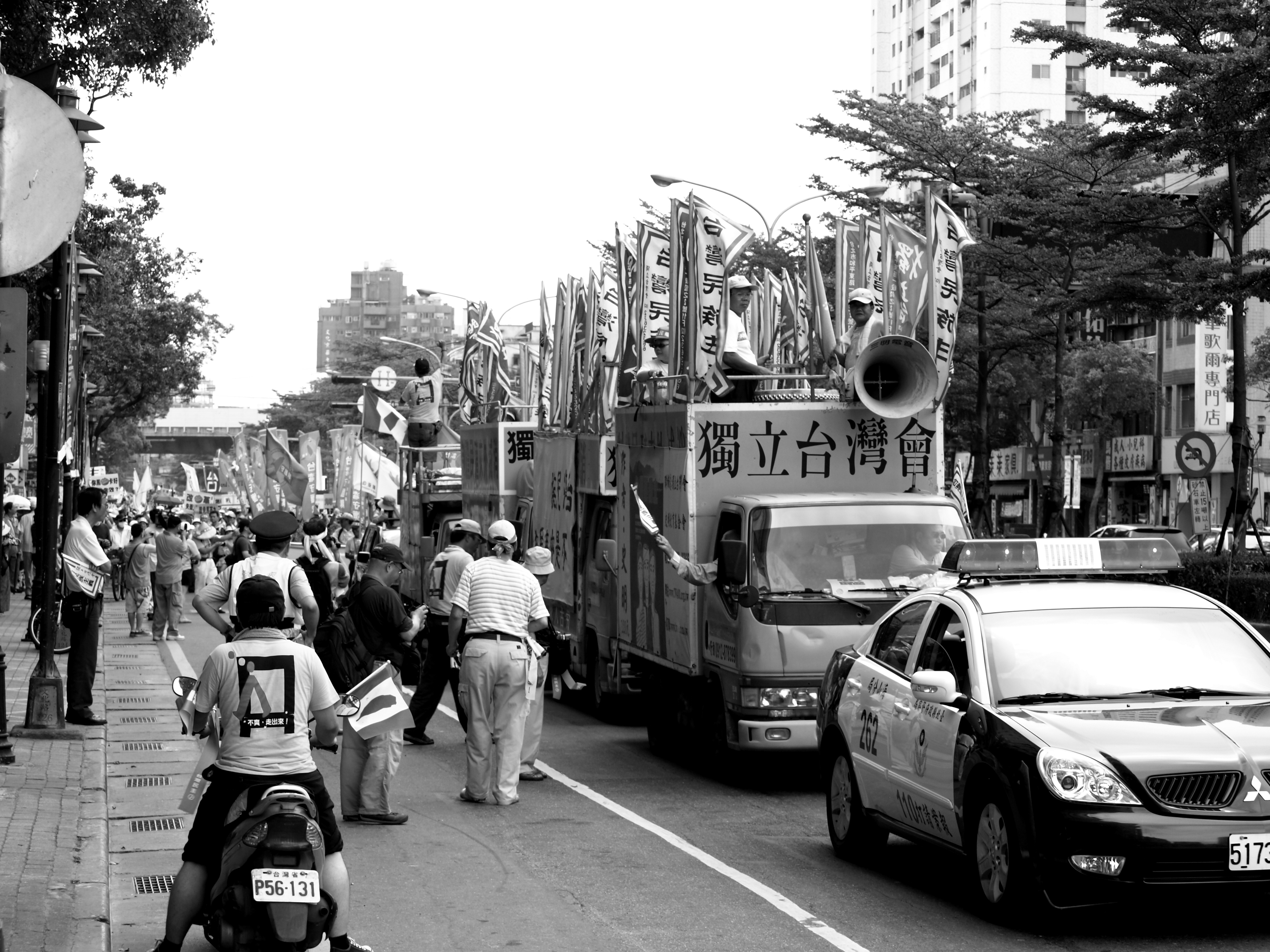
在返回臺灣後，史明組織「獨立建國宣傳車隊」。

早在1993年，史明便計劃將獨立臺灣會轉往到臺灣島內運作，先是在高雄縣鳳山市成立辦事處。1994年，他把獨立台灣會海外總部從東京遷回臺北市，正式成立「獨立臺灣會」臺北市總部。其後相繼在高雄市、嘉義市、臺中市、台東縣、新竹市等地成立獨立臺灣會的聯絡處。到了8月，史明率領獨立臺灣會的車隊，前往中正國際機場（今桃園國際機場）和國立故宮博物院，抗議中國共產黨的海峽兩岸關係協會副會長前來臺灣，並與中國國民黨的海峽交流基金會會談。
史明還善用自日本帶回的約新臺幣6,000萬元基金，陸續實踐「舉辦獨臺會社運同志研習教室」、「組織獨立建國宣傳車隊」、「設立臺灣大眾廣播電臺」三項獨立臺灣會的業務。1996年底起，為了進行社會民眾的思想啟蒙工作，由其提供資金，在臺北市和平東路成立「臺灣大眾廣播電臺」（FM99.3），透過媒體教育促成臺灣民眾獨立意識的政治覺醒，並持續至1999年。在這段期間，他還主持晚上7時到晚上9時的「我愛臺灣」節目，講述臺灣歷史時事評論。而為了向臺灣民眾宣傳中國國民黨的統治屬於霸權政治的觀念，史明在臺灣各大都市啟動獨立臺灣會的「獨立建國宣傳車隊」計劃。每逢周六、日下午，這些宣傳車隊透過敲鑼打鼓方式，長期在街頭宣揚「臺灣民族主義」。
1998年4月，《臺灣人四百年史》漢文增訂版出版。1999年，基於悼念祖先過去為族群公共利益的犧牲奉獻、以及發揚臺灣「7月普渡」的民俗文化，史明曾經以獨立台灣會的名義，首次在新莊市舉行主導祭拜大墓公活動，之後持續舉辦數次普渡活動。2000年，民主進步黨籍的陳水扁在贏得中華民國第10任總統選舉後拜會史明，後者在當時表示不需要特別有所安排，但是建議陳水扁必須做到謹言慎行、用人嚴謹、研究中國共產黨三件事情。2001年10月，其著作《臺灣民族主義與臺灣獨立革命》與《我的故鄉，八芝蘭—士林》出版。同年11月9日，史明教育基金會於臺北市國賓大飯店成立。

### 反對行動

2009年5月17日，史明參加「嗆馬保臺大遊行」。

在2004年，儘管史明從不願意承認中華民國在臺灣的統治權，其生平第一次使用中華民國身分證參與中華民國總統選舉，並投票給陳水扁。2005年3月14日，中華人民共和國通過《反分裂國家法》之後，他與國立臺灣大學學生張之豪、葉紘麟、藍士博等人，在國立臺灣大學校門口發起長達12天的大學學生靜坐抗議活動。其每天上午8時準時前往國立臺灣大學的校門口，直至晚上12時才離開。他除了藉此向中國共產黨表達抗議外，還希望能喚醒大專院校青年關愛臺灣的熱情。
同年4月1日晚上，中國國民黨副主席江丙坤與中國共產黨簽定「十項共識」後返回臺灣，史明與支持者在中正國際機場向江丙坤抗議。4月26日，江丙坤與連戰計劃前往中華人民共和國北京市出訪，史明研判中國國民黨和中國共產黨已經開始進行「出賣臺灣」的談判，於是動員獨立臺灣會的70輛車隊及近百人員，在中正國際機場附近圍堵連戰車隊數分鐘，並且還在機場施放鞭炮抗議表示反對。2007年3月31日，史明完成《民主主義》，描寫文明發展過程中的社會主義、資本主義與民族主義關係，並藉此檢討臺灣獨立建國的困境與方向。同年，他則多次參與「民眾大會」，也曾抱病為臺灣團結聯盟的立法委員競選站臺。
2009年，拄著拐杖的史明帶領獨立臺灣會建國宣傳車隊，共同參與公投護台灣聯盟總召集人蔡丁貴所舉辦的「不爽，出來走」環島苦行，從屏東縣恆春鎮走路到臺北市，全程26天、共計505公里。同年10月24日，他繼續在臺北市參加由公投護台灣聯盟主辦的「老年革命軍」成立活動。同年年底，他在東京因為急性腎功能衰竭，而陷入昏迷。在精神恍惚之中，他認為自己的人生最後不應該在海外死去，靠著意志力堅持返回臺灣。後來其轉回臺北醫學大學治療，順利脫離險境。

## 晚年生活

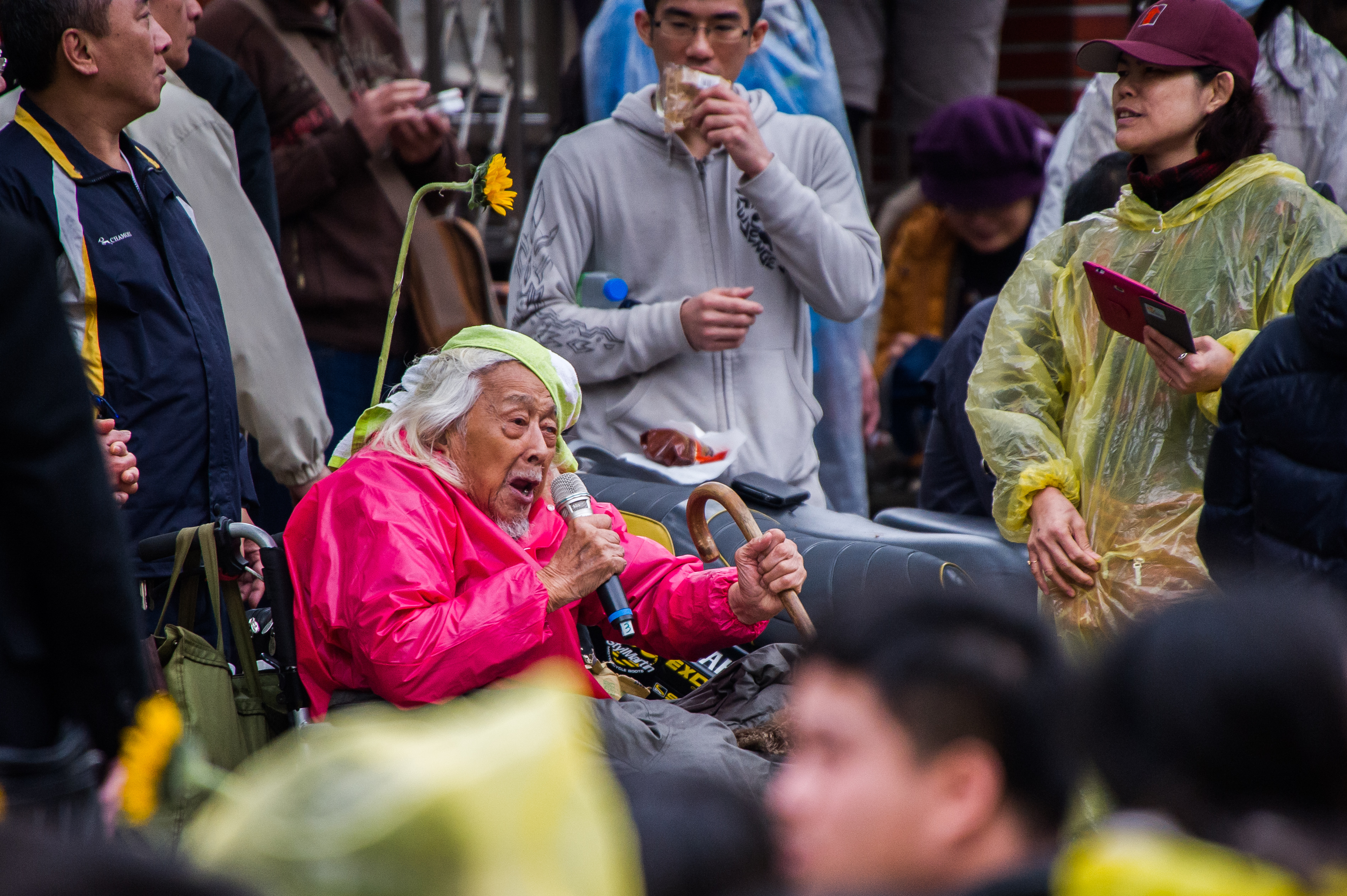
2014年3月20日，史明在立法院外，向抗議學生發表演講。

2010年，台灣教授協會替史明舉辦「史明生命經驗分享會」，並且頒發榮譽勳章。而從2011年開始，史明也親筆撰寫回憶錄。同年3月起，他每周三晚上在臺北市立法院門口的公投護台灣聯盟基地，主持「史明開講」的系列活動，共計6場。同年6月底開始，他則受邀前往美國聖地牙哥、密西根州、休士頓等地的「臺灣同鄉會夏令營」，進行巡迴演講。晚年的史明還廣泛親近年輕學生，以青年啟蒙者、革命導師的形象被重新認識。2012年12月底，史明前往中正紀念堂廣場，參與反媒體壟斷運動的活動。
2014年3月27日，隨著學生佔領立法院爆發太陽花學運，坐著輪椅的史明堅持前往立法院探望抗議學生、並表示支持，而他也受到參與者的歡迎。但這導致中華人民共和國政府認定有必要對太陽花學運直接做出「較為強硬」的回應。4月19日，史明前往「大腸花論壇」聲援學生，並支持公投護台灣聯盟的活動。從2015年開始，有關史明的紀錄片與回憶錄則陸續發表。同年8月3日，隨著反高中課綱微調運動學生佔領中華民國教育部，史明亦前往現場聲援與演講。
2016年10月23日，史明獲得由已被世界詩人大會 （页面存档备份，存于）除名的韓國詩人白漢伊（Baek Han-Yi）冒名舉辦的2016臺南世界詩人大會所頒發的「杏花村文化貢獻獎」，實際上，正牌的2016年的世界詩人大會的舉辦地為捷克布拉格，而非台灣台南，相關紀錄亦於世界詩人大會官方網站上可以查詢到。同年11月9日，中華民國總統蔡英文聘任史明為總統府資政。此外，香港歸英獨立聯盟也曾宣布邀請史明擔任「榮譽顧問」。2017年11月5日，臺灣本土派團體在凱達格蘭大道上，為史明提前慶祝百歲（虛歲）生日，蔡英文亦前往現場慶生。而在慶生致詞中，史明希望蔡英文提出符合國際潮流、並滿足臺灣人民需求的政策。
臺灣時間2019年9月20日晚上11時9分，史明因年事已高引發器官衰竭，在臺北醫學大學附設醫院病逝，享嵩壽虛歲103歲。

## 思想主張

### 民族主義
史明被視為「臺獨左派」。其思想主張結合馬克思的社會主義、臺灣社會的人文主義與臺灣民族主義，並受到高田早苗史學觀思想的影響。儘管排斥中華人民共和國的共產主義，但他從未放棄對於馬克思主義的信仰。其中，為了保存臺灣歷史、及替革命整理出一套理論基礎，流亡時期的他轉而潛心理論研究與寫作，獨自整理臺灣歷史，最終在1962年出版《臺灣人四百年史》日文版。而在海外流亡期間，史明還主張「臺灣民族主義」與「獨立建國運動」這兩路線，並在返回臺灣後繼續堅持台灣獨立革命運動的路線。
史明在其出版的《臺灣人四百年史》中，建構臺灣人史觀的理念，亦強調該書是基於臺灣人的立場和觀點撰寫的臺灣史書。他認為必須以「唯物辯證史觀」等方法，剖析臺灣社會的發展。而當中最重要的核心思想理念便是臺灣民族主義，即「台灣人關心台灣前途而形成想要建立台灣成為獨立國家，想要建設國民經濟，同時想要發展固有台灣文化的思想和行動」。史明認為臺灣民族主義的形成，是基於臺灣在歷史、社會上都不是中國的一部分，而在文化上亦發展出臺灣固有的文化。
史明因而提出臺灣人意識論述，並基於此建立有關中國認識與殖民背景的思考。其提出的史觀展開與發展，則排除關於臺灣原住民族和中國認同的因素，而基於漢族中心史觀與去中國史觀，形成由民族主義與社會主義結合的無產階級史觀。他認為臺灣的歷史便是「臺灣無產階級的被殖民歷史」，這包括臺灣荷蘭統治時期、明鄭時期、臺灣清治時期、臺灣日治時期，以及中華民國蔣中正「軍閥政權」的殖民統治。同時，基於去中國史觀和無產階級史觀，他對於中國的認識呈現出排除與不滿的立場。
爾後史明還對臺灣民族的構成有更明確的表述，主張以「社會階級/臺灣民族」的方式區分，由為數最多的無產階級作為主體，而中產階級、資產階級為輔，共同構成台灣民族；並且以推翻殖民制度，而非推翻殖民者為主要的目的。這意味著其認為只要能夠開明理解臺灣民族主義及臺灣獨立運動的必然性，任何人都可以成為臺灣人。因此，他將在1949年以後從中國大陸轉往臺灣的部分外省人，同樣視為臺灣人的一部分，因為這些人共同受到中國國民黨政府的壓迫，並且逐漸融入臺灣人當中。

### 政治革命
透過在1942年至1949年的中國共產黨經驗，史明摸索出地下工作的種種細節，成為往後其在日本從事獨立運動的工作方式。他主張臺灣的資本主義仍然是一種「跛腳的資本主義」，一方面要在政治上推翻中國國民黨的「殖民體制」、並且建立獨立的國家，另一方面則要在經濟上建立國民經濟，進而提出臺灣獨立運動的二階段革命理論。其中第一個革命階段是「民族、民主革命」，認為首先要根除外來的殖民勢力，並且建立民主制度。史明強調民族革命並非要消滅中國人，而是要「打倒中國國民黨集團及其幫凶的台灣買辦所形成的殖民體制」，並使他們無法繼續操縱臺灣的政治、經濟、軍事、文化。
不過史明亦認為，如果僅有中產階級取代中國國民黨，並且形成新的特權階級，對於絕大多數的台灣人民而言，並未真正達到民主革命的目的。因此主張應當要有第二階段的「社會主義革命」，最終要求建立一個人人「各盡所能、各取所需」的國家。史明還曾經具體地表示，當前的臺灣仍處在中華民國的「殖民體制」統治之下，而為了要達成臺灣民族的獨立建國目標，必須要採取「體制外革命」和「體制內改革」二條路線，以及「在臺灣島內改革與革命」和「在國際關係上與美國、日本結盟」的二個工作方向。
相對地，史明認為臺灣最嚴重的危機是可能遭到中國國民黨「出賣」，以致於自身被中華人民共和國的併吞，因此主張民族民主革命是現階段最為緊要的課題，而等到獨立之後，台灣才能夠進行更進一步的改造運動。他還認為中國國民黨只是中國共產黨在臺灣的「看門狗」，而中國共產黨則會成為中國國民黨永遠「殖民」臺灣的後臺。而從臺灣和臺灣人的觀點來看，他認為中國國民黨的中華民國和中國共產黨的中華人民共和國，同樣都是阻礙臺灣實踐獨立建國的兩個革命對象與敵人。

## 個人生活

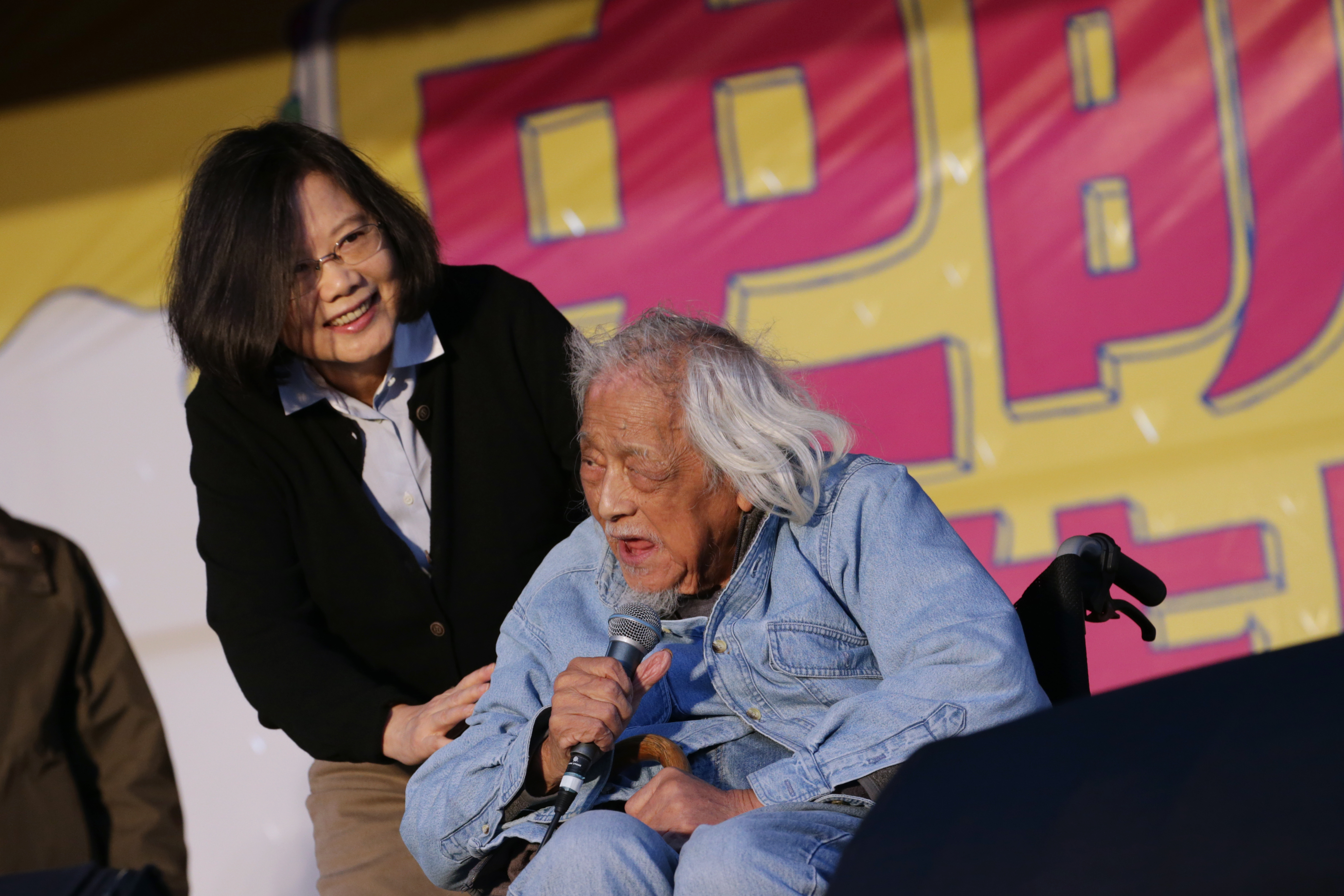
2017年11月8日，中華民國總統蔡英文出席史明百歲生日會。

史明經歷日本殖民統治及中國國民黨在臺灣初期的專制統治，之後流亡日本著書寫作，直到1993年才返回臺灣。由於強調清楚認識歷史的重要性，因此其在《臺灣人四百年史》日文版出版後，開始將其筆名取做「史明」，寓意即「把歷史弄明暸」，希望能夠讓臺灣歷史更加明瞭、且更廣為人們知悉。他還經常被其他人稱作「歐吉桑」（おじさん）。而不同於許多台灣獨立運動者，他在過去就已經被視為政治犯，並且擁有日本所提供的政治流亡居留權。其後他則是居住在新北市新莊區的住處。
史明的生活規律簡樸，很少將金錢花在自身的物質享受上，經常穿著簡單上衣、牛仔褲和牛仔大衣。其身高約有180公分，自稱食量比年輕人還大，並且即便在冬天也保持每週游泳的習慣，並且有著大量的行程。不過其左眼因白內障開刀失敗而失明，而且腰骨不好，出門必須乘坐輪椅，對民眾演講也經常需要撐著枴杖。在早年前往中國大陸參加抗日戰爭的地下工作時，儘管其身為施家的長孫，因為自己認為從事革命工作者不應該有子嗣家庭，因此在動身前就決定到上海市北四川路一家日本人醫院，接受結紮手術。
史明所有的革命與宣傳活動資金，均靠經營新珍味的餐飲事業收入，從未公開募款。對於外界曾經批評其接受中國共產黨的資金，他則是鄭重否認該說法。在中國大陸時期，史明曾經向前日本駐華大使館的職員平賀協子表白，兩人後來共同生活一陣子。但是在生活困難的情況下，由於史明仍然不時寄送資金回臺灣，以提供地下組織的同志從事革命行動，這引起平賀的不安。最後堅持臺灣獨立運動立場的史明為了不拖累平賀，在1963年決定與平賀和平分手，後來史明便一直獨身，直至逝世。

## 造成影響
自從1950年組織武裝隊反抗蔣中正後，史明長期致力於臺灣的獨立建國運動，且為了傳達革命理念而有大量著作論述。他被視為左派臺灣獨立運動的領導人，是臺灣獨立運動的主要先驅者，也是早期臺灣獨立運動人士中少數主張馬克思主義的人。其在日本時期就是有名的社會主義者，除了以《臺灣人四百年史》成名外，也是獨立臺灣會的創辦人。其對於臺灣社會的主要影響，包括建構出臺灣史觀、啟蒙許多臺灣人的意識和價值觀，甚至因而被視為「臺灣獨立運動教父」、「臺灣獨立建國的精神導師」。包括蔡丁貴、簡余晏、吳叡人、江昺崙、林飛帆、張之豪、藍士博等人，都曾經受到史明的影響。
對於海內外的左翼臺灣獨立運動者及留學生來說，史明更被視為臺獨左派理論的開創者。作為介紹臺灣歷史的書籍，他在1962年完成的《臺灣人四百年史》宣揚臺灣主體意識，是第一部以臺灣人立場撰寫、且橫跨年代最久遠的臺灣通史。在中國國民黨的戒嚴時期，他便在《臺灣人四百年史》中率先剖析二二八事件。不過《臺灣人四百年史》出版之後，也被列為禁書長達30年。直到1987年《臺灣省戒嚴令》解除後，臺灣的歷史學家才開始參與二二八事件的調查，逐漸釐清事件的經過。相對地，針對其所提出的「臺灣民族主義」理念，也曾遭遇台灣獨立建國聯盟等聽眾、學者的質疑或反對。而針對此類質問，他亦有更進一步的論述回答。
過去在歐美各地曾經參與史明宣講的海外青年學者，在1987年《臺灣省戒嚴令》解除後陸續回國，在海內外的學術界、藝文界和臺灣社會運動界，扮演著極重要的關鍵角色。2013年，臺灣重金屬樂團閃靈的專輯《武德》，收錄的歌曲《共和》中便有史明歌唱《臺灣民族主義》的部分內容。2015年2月26日，由姚文智擔任製作人、陳麗貴執導的紀錄片《史明·革命進行式》上映。同年11月，鄭文堂導演的紀錄片《史明的迷霧叢林》在高雄電影節首映，當中則強調史明的思想和哲學觀。

### 紀念
在史明逝世後，中華民國總統府頒布褒揚令，稱史明畢生「鑽研史料以成本土觀點，盡瘁著述用資鼓潤人心」，對民族主義的發揚和改革運動的影響甚鉅，予以明令褒揚。史明教育基金會發起籌募史明文物館計畫，期望在台灣和日本各設一座文物館紀念史明，地點選在史明在台灣新莊的故居，以及日本池袋新珍味餐廳現址，保存史明重要事蹟、思想著作、筆記手稿、影音等資料。

總統府資政施朝暉（史明），秀穎朗悟，軒毅恢奇。少歲負笈東瀛，卒業早稻田大學政治經濟學部，持恆黽勉，濬瀹專攻。二二八事件後，感於時局禍變迭連，關注國家前途方向；奮激愛鄉青年覺醒，引領民主啟蒙思潮，謨籌慮遠，憂患扶匡。爰潛居日本四十餘載，張拓海外改革運動，扢揚民族主義深微，雖遭指列通緝猶未更易其志。嗣幾經波折遄返，創設財團法人史明教育基金會，賡續踐履終身信仰，暢申自由人權理念；採行軟性革命策略，銳意文化傳播宣導，精誠殊智，前瞻務實；才猷布展，蹊徑別開。素日殫勤筆耕，雄肆宏圖，論撰《臺灣人四百年史》、《民族形成與臺灣民族》、《民主主義》、《史明回憶錄：追求理想不回頭》等書，振聾發瞶，擲地有聲。揆其生平，鑽研史料以成本土觀點，盡瘁著述用資鼓潤人心，閎識孤懷，堅卓強邁；碩望丹衷，名留蓬島。遽聞上壽歸真，曷勝憫悼，應予明令褒揚，用示篤念宿耆之至意。

總　　　統　蔡英文　　　　

行政院院長　蘇貞昌　　　　

## 主要著作
- 《臺灣人四百年史》（1962年[75][152]）
- 《臺灣獨立理論與實際》（1988年[75][152]）
- 《台灣不是中國的一部份：台灣社會發展四百年史》（1991年[75]）
- 《民族形成與台灣民族》（1992年[75][152]）
- 《台灣民族革命與社會主義》（1993年[75][152]）
- 《漫畫台灣人四百年史》（1994年[75][152]）
- 《歷史學》（1997年[75]）
- 《二二八革命事件》（1998年[75]）
- 《中共的「台灣政策」》（1999年[75]）
- 《台灣民族主義與台灣獨立革命》（2001年[75][152]）
- 《我的故鄉，八芝蘭—士林》（2001年[75][152]）
- 《西洋哲學序說》（2003年[75][152]）
- 《民主主義》（2007年[75][152]）
- 《台灣要獨立》（2007年[75][152]）
- 《穿越紅色浪潮：史明的中國革命歷程與臺灣獨立之路》（2010年[152]）
- 《史明口述史》（2013年）
- 《史明回憶錄：追求理想不回頭》（2016年）
- 《台灣史入門》（2016年）
- 《簡明 台灣人四百年史：圖文精華版》（2017年）

## 外部連結
- （繁體中文） Su Beng的Facebook專頁
- （繁體中文） 永遠的革命者史明與獨立臺灣會